# Großsteingrab Brekling
Das Großsteingrab Brekling war eine megalithische Grabanlage der jungsteinzeitlichen Trichterbecherkultur bei Brekling, einem Ortsteil von Nübel im Kreis Schleswig-Flensburg in Schleswig-Holstein. Das Grab trägt die Sprockhoff-Nummer 42. Es wurde 1894 zerstört, konnte zuvor aber noch von Wilhelm Splieth dokumentiert werden.

## Lage
Das Grab befand sich nordöstlich von Brekling in einem Waldstück.

## Beschreibung
Die Anlage besaß eine nordwest-südöstlich orientierte Grabkammer, bei der es sich um einen erweiterten Dolmen mit einer Länge von 2 m und einer Breite von 0,8 m handelte. 1894 waren noch zwei Wandsteinpaare an den Langseiten, ein Abschlussstein an der nordwestlichen und ein halbhoher Eintrittstein an der südöstlichen Schmalseite erhalten. Die Decksteine fehlten bereits. Ernst Sprockhoff konnte 1960 nur noch Reste der Hügelschüttung feststellen.